# 안견
안견(安堅, ?~?)은 조선의 화가로, 호는 현동자(玄洞子), 본관은 지곡(池谷)이다.

## 생애
1400년을 전후로 태어나 조선 세종과 문종 전후에 활약했을 것으로 추측된다. 도화서의 화원으로 정4품 호군(護軍)을 지냈다.
1447년(세종 29년) 안평대군을 위하여 《몽유도원도》를 그리고, 이듬해 《의장도》(儀丈圖)를 그렸다.
총명·정박(精博)하여 고화(古畵)를 보고 깊은 경지를 체득했으며, 여러 화가의 장점을 절충하여 웅혼한 필치로 많은 명작을 남겼다. 특히 산수화에 뛰어났고 초상화, 사군자, 의장도 등에도 능했다. 조선 초기는 물론 중기까지 오랜 기간에 걸쳐 화단에 영향을 미쳐서 신사임당도 어린시절 안견의 작품을 보고 그림공부를 했다고 한다.
현재 안견이 그렸다고 추정되는 작품은 다수 있는 편이나, 그가 그렸다고 확인된 작품으로는 몽유도원도가 유일하다.

## 작품

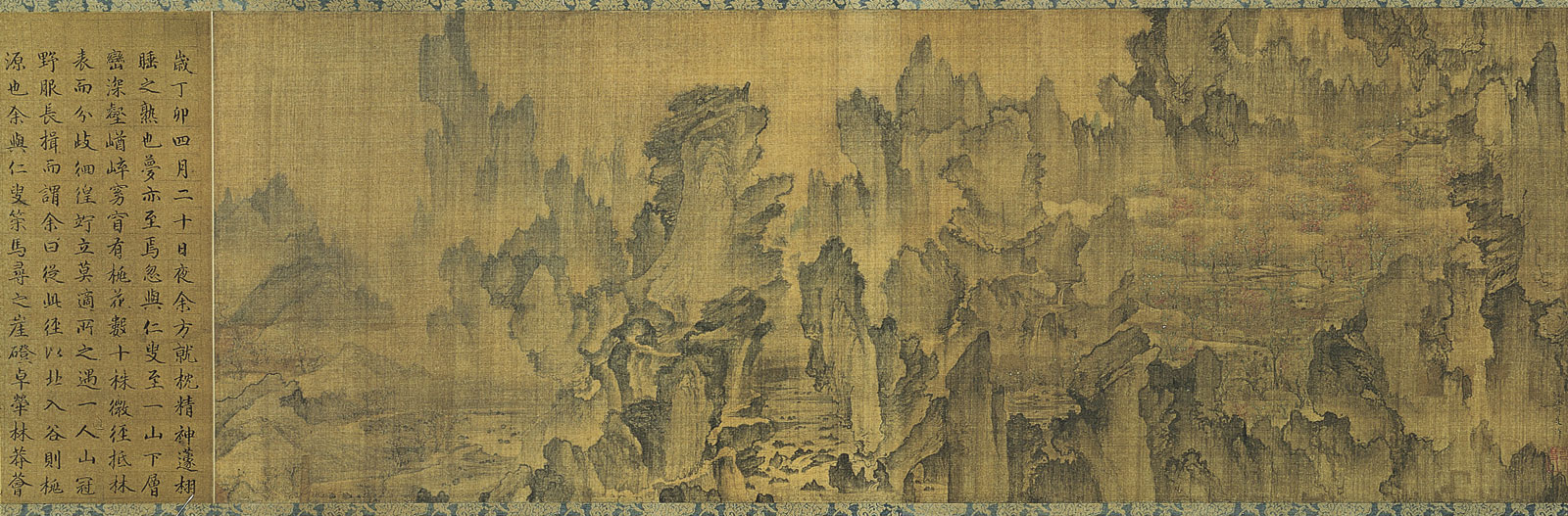
몽유도원도 (일본 덴리 대학 소장)

## 같이 보기
- 한국의 미술
- 한국화
- 한국의 화가 목록